# Eugenius
Den här artikeln handlar om den romerske kejsaren. För påvarna, se Eugenius I (död 657), Eugenius II (död 827), Eugenius III (död 1153) och Eugenius IV (död 1447).
Flavius Eugenius, grekiska Eugenios, död 394 (stupad), romersk kejsare från 392.
Eugenius var ursprungligen retor, sedan chef för hovkansliet. Han upphöjdes av Flavius Arbogastes, som brutit med Theodosius I, till dennes motkejsare. Trots att Eugenius själv var kristen, innebar hans regering en sista reaktion för den romersk religionen i Rom. Victorias altare återfördes till den romerska senatens curia, och förföljelserna av hedningarna upphörde tillfälligt. I det krig, som utbröt mellan Eugenius och Theodosius, tillfångatogs han och dödades under slaget vid Frigidus. 